# نادين كويل
نادين إليزابيث لويس كويل (بالإنجليزية: Nadine Elizabeth Louise Coyle)‏ هي مغنية وكاتبة أغاني وممثلة عارضة أيرلندية شمالية ولدت في يوم 15 يونيو 1985 في مدينة ديري في أيرلندا الشمالية في المملكة المتحدة، في سنة 2000 إنضمت لفرقة غيرلز الآود البريطانية وحصدت عدة نجاحات فيها، في 2010 أنتجت ألبوم منفرد لها باسم Insatiable الذي المرتبة ال20 على سلم مبيعات الألبومات في أيرلندا وإحتل المركز 47 في المملكة المتحدة، وتملك نادين ثروه قدرها حوالي 8 مليون جنيه إسترليني.

## روابط خارجية
- نادين كويل على موقع IMDb (الإنجليزية)
- نادين كويل على موقع ألو سيني (الفرنسية)
- نادين كويل على موقع ميوزك برينز (الإنجليزية)
- نادين كويل على موقع أول موفي (الإنجليزية)
- نادين كويل على موقع أول ميوزيك (الإنجليزية)
- نادين كويل على موقع ديسكوغز (الإنجليزية)
- نادين كويل على موقع قاعدة بيانات الفيلم (الإنجليزية)
- نادين كويل على موقع ليتربوكسد (الإنجليزية)
- نادين كويل على موقع كينوبويسك (الروسية)